# Lilibet of Sussex
Princess Lilibet of Sussex, auch bekannt als Lilibet Diana Mountbatten-Windsor (* 4. Juni 2021 in Santa Barbara, Kalifornien, Vereinigte Staaten), ist das zweite Kind von Harry, Duke of Sussex und Meghan, Duchess of Sussex. Sie ist die Enkelin von König Charles III. und gehört damit dem britischen Königshaus Windsor an.

## Leben
Sie wurde 2021 im Krankenhaus von Santa Barbara in Kalifornien geboren. Die Geburt gaben ihre Eltern zwei Tage später am 6. Juni 2021 über die Internetseite ihrer Stiftung Archewell bekannt.
Ihr erster Vorname Lilibet ist der Kosename ihrer verstorbenen Urgroßmutter, Königin Elisabeth II.; der zweite Diana geht auf ihre verstorbene Großmutter Prinzessin Diana zurück. Der Familienname Mountbatten-Windsor ist seit 1960 der offizielle zivilrechtliche Nachname der Nachkommen Königin Elisabeths II., die keinen Titel tragen.
Die Wahl des ersten Vornamens Lilibet löste kontroverse Reaktionen aus, da er ein sehr privater Kosename von Queen Elizabeth war und diese laut einem Bericht der BBC erst nachträglich gefragt wurde, ob sie einverstanden wäre.
Am 3. März 2023 wurde Prinzessin Lilibet durch John H. Taylor, dem Bischof des Bistums Los Angeles der anglikanischen Episkopalkirche der Vereinigten Staaten, getauft.

## Thronfolge und Titel
Lilibet steht nach ihrem Onkel Prinz William, dessen Kindern Prinz George, Prinzessin Charlotte und Prinz Louis, ihrem Vater Prinz Harry und ihrem 2019 geborenen Bruder Archie auf Platz sieben der britischen Thronfolge.
Als Tochter eines Duke stand Lilibet im Vereinigten Königreich bei ihrer Geburt das Höflichkeitsprädikat Lady zu.
Seit ihr Großvater Charles am 8. September 2022 seiner Mutter auf den Thron gefolgt ist, stehen ihr – als Tochter eines Sohnes des Monarchen – die Prädikatstitel Her Royal Highness und Princess zu (HRH Princess Lilibet of Sussex). Da ihre Eltern bereits bei der Geburt auf Adelstitel für ihre Tochter verzichtet haben, war zunächst nicht davon auszugehen, dass sie den Prinzessinnentitel führen wird. Im März 2023 gaben ihre Eltern und der Palast jedoch bekannt, dass die Titel bei formellen Anlässen verwendet werden würden.

## Vorfahren
| Ahnentafel Lilibet Diana Mountbatten-Windsor | Ahnentafel Lilibet Diana Mountbatten-Windsor                                                    | Ahnentafel Lilibet Diana Mountbatten-Windsor                                                    | Ahnentafel Lilibet Diana Mountbatten-Windsor                                         | Ahnentafel Lilibet Diana Mountbatten-Windsor                                         | Ahnentafel Lilibet Diana Mountbatten-Windsor                          | Ahnentafel Lilibet Diana Mountbatten-Windsor                            | Ahnentafel Lilibet Diana Mountbatten-Windsor                       | Ahnentafel Lilibet Diana Mountbatten-Windsor                       |
| -------------------------------------------- | ----------------------------------------------------------------------------------------------- | ----------------------------------------------------------------------------------------------- | ------------------------------------------------------------------------------------ | ------------------------------------------------------------------------------------ | --------------------------------------------------------------------- | ----------------------------------------------------------------------- | ------------------------------------------------------------------ | ------------------------------------------------------------------ |
| Ururgroßeltern                               | Prinz Andreas von Griechenland (1882–1944) ⚭ 1903 Prinzessin Alice von Battenberg (1885–1969)   | König Georg VI. (1895–1952) ⚭ 1923 Elizabeth Bowes-Lyon (1900–2002)                             | Albert Spencer, 7. Earl Spencer (1892–1975) ⚭ 1919 Lady Cynthia Hamilton (1897–1972) | Maurice Roche, 4. Baron Fermoy (1885–1955) ⚭ 1931 Ruth Gill (1908–1993)              | Isaac Thomas Markle (1891–1972) ⚭ Ruth Ann Markle (1892–1963)         | Frederick George Sanders (1873–1944) ⚭ Gertrude May Sanders (1887–1938) | Steven R. Ragland (1908–1983) ⚭ Louise Ragland (1914–1956)         | James Arnold (1909–1939) ⚭ Nettie Pritchard (1897–1980)            |
| Urgroßeltern                                 | Prinz Philip von Griechenland und Dänemark (1921–2021) ⚭ 1947 Königin Elisabeth II. (1926–2022) | Prinz Philip von Griechenland und Dänemark (1921–2021) ⚭ 1947 Königin Elisabeth II. (1926–2022) | John Spencer, 8. Earl Spencer (1924–1992) ⚭ 1954–1969 Hon. Frances Roche (1936–2004) | John Spencer, 8. Earl Spencer (1924–1992) ⚭ 1954–1969 Hon. Frances Roche (1936–2004) | Gordon Arnold Markle (1918–1982) ⚭ Doris May Rita Sanders (1920–2011) | Gordon Arnold Markle (1918–1982) ⚭ Doris May Rita Sanders (1920–2011)   | Alvin Azell Ragland (1929–2011) ⚭ Jeanette Arnold (1929–2000)      | Alvin Azell Ragland (1929–2011) ⚭ Jeanette Arnold (1929–2000)      |
| Großeltern                                   | König Charles III. (* 1948) ⚭ 1981–1996 Lady Diana Spencer (1961–1997)                          | König Charles III. (* 1948) ⚭ 1981–1996 Lady Diana Spencer (1961–1997)                          | König Charles III. (* 1948) ⚭ 1981–1996 Lady Diana Spencer (1961–1997)               | König Charles III. (* 1948) ⚭ 1981–1996 Lady Diana Spencer (1961–1997)               | Thomas Markle (* 1944) ⚭ 1979–1987 Doria Ragland (* 1956)             | Thomas Markle (* 1944) ⚭ 1979–1987 Doria Ragland (* 1956)               | Thomas Markle (* 1944) ⚭ 1979–1987 Doria Ragland (* 1956)          | Thomas Markle (* 1944) ⚭ 1979–1987 Doria Ragland (* 1956)          |
| Eltern                                       | Prinz Harry, Duke of Sussex (* 1984) ⚭ 2018 Meghan Markle (* 1981)                              | Prinz Harry, Duke of Sussex (* 1984) ⚭ 2018 Meghan Markle (* 1981)                              | Prinz Harry, Duke of Sussex (* 1984) ⚭ 2018 Meghan Markle (* 1981)                   | Prinz Harry, Duke of Sussex (* 1984) ⚭ 2018 Meghan Markle (* 1981)                   | Prinz Harry, Duke of Sussex (* 1984) ⚭ 2018 Meghan Markle (* 1981)    | Prinz Harry, Duke of Sussex (* 1984) ⚭ 2018 Meghan Markle (* 1981)      | Prinz Harry, Duke of Sussex (* 1984) ⚭ 2018 Meghan Markle (* 1981) | Prinz Harry, Duke of Sussex (* 1984) ⚭ 2018 Meghan Markle (* 1981) |
| Prinzessin Lilibet Diana of Sussex (* 2021)  |                                                                                                 |                                                                                                 |                                                                                      |                                                                                      |                                                                       |                                                                         |                                                                    |                                                                    |